# Texa
Texa (in lingua gaelica irlandese Teacsa) è un'isola della Scozia situata a sud di Islay, tra le Ebridi Interne.